# 日本精蠟
日本精蠟株式会社（にほんせいろう）は、蝋（パラフィンワックス）の製造を主力とする企業。ワックス専業メーカーとしては日本唯一である。

## 概要
日本精蠟（初代）は、1929年（昭和4年）に南満州鉄道（満鉄）の子会社として設立され、山口県周南市の徳山工場は当時から操業していた。第二次世界大戦終戦に伴い、在外資産としてGHQの管理下に置かれたために閉鎖され、一旦会社は解散した。そのため、2014年現在の日本精蠟は、1951年（昭和26年）に改めて発足した2代目の会社である。

## 主な事業所
- 徳山工場（山口県周南市）
- 大阪支店（大阪市北区）
- つくば事業所（茨城県稲敷郡阿見町）

## 沿革
（初代）
- 1929年（昭和4年） - 南満州鉄道の子会社として設立。
- 1930年（昭和5年） - 徳山工場、操業開始。
- 1945年（昭和20年） -　終戦に伴い閉鎖。

（2代目）
- 1951年（昭和26年）2月 -　新会社として設立。
- 1963年（昭和38年）7月 - 東京証券取引所第2部に上場。
- 1997年（平成9年）6月 - 東京都中央区京橋から中央区新川に本社を移転。
- 2004年（平成16年）1月 - 新精商事株式会社、大阪ニチロウ商事株式会社を吸収合併。
- 2012年（平成24年）7月 - 京橋創生館に本社を移転。
- 2021年（令和3年）
  - 3月31日 - 研究・試験棟が完成。6月より稼働[2]。
  - 9月 - 周南市で開発研究センター稼働[1]。